# Ibiza (kommun)
Ibiza  är en kommun i Spanien. Den ligger i den autonoma regionen Balearerna i östra delen av landet. Antalet invånare är 53 717 (2024). Kommunen Ibiza är centralort på ön Ibiza.